# Chalixodytes
Chalixodytes is een geslacht van straalvinnige vissen uit de familie van zandduikers (Creediidae).

## Soorten
- Chalixodytes chameleontoculis Smith, 1957
- Chalixodytes tauensis Schultz, 1943